# پسر دلفینی
پسر دلفینی یک فیلم پویانمایی ایرانی محصول ۱۴۰۱ است که توسط استودیو انیمیشن آسمان خیال به زبان فارسی تولید و به سه زبان روسی، ترکی و عربی دوبله و بومی‌سازی شده است. کارگردانی و نویسندگی این اثر برعهده محمد خیراندیش بوده و تهیه‌کنندگی آن را محمدامین همدانی انجام داده است. پسر دلفینی در ژانر فانتزی، ماجراجویی و کمدی ساخته شده است. پس از اکران موفقیت‌آمیز در روسیه، این انیمیشن از تاریخ ۲ شهریور ۱۴۰۱ و بعد از یک وقفه دوساله به دلیل شیوع کرونا، در سینماهای ایران به نمایش درآمد.
در اسفند ۱۴۰۲ یک سریال ۲۶ قسمتی با همین نام از فیلیمو به صورت هفتگی پخش شد. کارگردانی این سریال بر عهدهٔ رضا فصاحت بود. پسر دلفینی ۲ دنبالهٔ این فیلم بود که در سال ۱۴۰۳ به نمایش درآمد.

## خلاصه داستان
پس از انفجار و سقوط یک هواپیما در دریا، دلفینی به نام سفید و مادرش یک نوزاد انسان را نجات داده و بزرگ می‌کنند. پسر دلفینی که زندگی آرامی در زیر امواج دارد، پس از آنکه متوجه می‌شود انسان است، تصمیم می‌گیرد برای پیدا کردن مادر واقعی خود به خشکی سفر کند. در این سفر، ناخدا مروارید و همسرش، همراه با تمامی بندرنشینان به او کمک می‌کنند. با این حال، دنیای زیر آب توسط هشت‌پا تسخیر شده و پسر دلفینی مجبور می‌شود با چالش‌های جدیدی روبه‌رو شود.

## شخصیت‌ها
| نقش           | صداپیشه                  |
| ------------- | ------------------------ |
| پسر دلفینی    | ناهید امیریان            |
| ناخدا مروارید | نادر سلیمانی             |
| سفید          | مریم جلینی               |
| هشت پا        | حامد عزیزی (مدیر دوبلاژ) |
| لاک پشت       | جواد پزشکیان             |
| بی‌بی زار      | ثریا قاسمی               |
| خرچنگ گوشه‌گیر | تورج نصر                 |

## گیشه
به گفته همدانی، این انیمیشن قبل از نمایش در ایران در کشور روسیه اکران عمومی شده و توانسته است ۱۰۰ میلیون روبل معادل ۱٬۷ میلیون دلار فروش داشته باشد و سومین رتبهٔ فروش در روسیه را به دست آورد. اما آمار سایت kinometro مبلغ ۱٫۱ میلیون دلار برای شش هفته اکران می‌باشد.
بر طبق آمار سایت kinometro روسیه، این فیلم پس از شش هفته اکران، مجموعاً در روسیه و کشورهای مشترک المنافع ۱٫۱۴۳ میلیون دلار معادل ۳۲٫۶ میلیارد تومان (قیمت هر بلیت نزدیک ۳ دلار = ۸۵ هزار تومان) فروخته است. این فیلم در جدول فروش انیمیشن امسال روسیه تا این لحظه (۱۸ آبان ۱۴۰۱) در جایگاه یازدهم قرار دارد.